# マイク・バーンズ
マイク・バーンズ（Michael Thomas Burns、1970年9月14日 - ）は、アメリカ合衆国マサチューセッツ州マルボーロ出身の元サッカー選手である。現役時代はデンマークのヴィボーFF、MLSの3クラブ、そしてアメリカ代表として活躍した。
現在、MLSのニューイングランド・レボリューションのGM職に就いている。

## 選手経歴

### ユース年代
マサチューセッツ州マールボロで生まれ育ったバーンズは、6歳の時に、地域のリクリエーションリーグでサッカーを始めたが、クラブチームには参加しなかった。マールボロ高校に進学したとき、サッカー部に入り、1987年に年間優秀選手として表彰された。
高校生活を終えたバーンズは、1988年から1991年の間、ハートウィックカレッジに籍を置いた。カレッジを卒業した彼のもとには、国内からいくつかのプロ契約の誘いがあったが、1992年の夏季五輪のため、アマチュアのアメリカ五輪代表チームでプレーすることを選んだ。それまでに、彼は1987年のU-16ワールドカップ、1989年のU-20ワールドカップにも参加し、特にU-20の大会では世界4位となることができた。

### プロキャリア
1995年にMLSは拡大路線を始め、リーグに新しい2クラブを加えることとなった。1996年シーズンの新規選手分配にあたり、バーンズはニューイングランド・レボリューションに割り当てられた。それに先立って、1995年8月、MLSはデンマークのクラブ、ヴィボーFFへ彼をローン移籍させることにした。レボリューションはバーンズの保有権を持っていたため、翌年には彼はレボリューションに戻り、プレーをした。1998年、MLSオールスターゲームに選出された。翌年1999年のオフシーズンには、欧州でのプレーを目指し、渡欧してユトレヒトやボルトン、ハーツといったクラブの門を叩いたが、どのクラブも彼に興味を示すことはなく、結局はレボリューションでのプレーを選択するに至った。2000年6月、同じクラブのダニエル・カリッチマンと共に、サンノゼ・アースクエイクスのマウリシオ・ライトとのトレードが成立した。バーンズは同年いっぱいでアースクエイクスとの契約を終え、2002年に行われるMLSスーパードラフトでの便宜を図る目的も手伝って、2001年3月のトレードでカンザスシティー・ウィザーズにトレードされた。2シーズンに渡り、ウィザーズでプレーし、2002年には再びMLSオールスターゲームに選ばれた。2002年シーズンの終わりに、彼はプロ選手としてのキャリアに幕を引くことを発表した。

### 代表
バーンズは、どの年代においても能力を発揮した。1987年のU-17ワールドカップ、1989年のワールドユース、1992年の五輪競技、そしてFIFAワールドカップでは1994年ベンチを温めていたものの、1998年のワールドカップでは出場している。

## 引退後
2005年4月10日、バーンズはレボリューションのダイレクターに着任した。選手人事職に昇任する2008年まで職を全うし、2011年11月9日、GMに昇級した。

## 代表歴

### 出場大会
- アメリカ代表
  - 1994 FIFAワールドカップ
  - 1998 FIFAワールドカップ

### 試合数
- 国際Aマッチ 74試合 0得点（1992年-1998年）[4]

| アメリカ代表 | 国際Aマッチ | 国際Aマッチ |
| 年           | 出場        | 得点        |
| ------------ | ----------- | ----------- |
| 1992         | 1           | 0           |
| 1993         | 0           | 0           |
| 1994         | 19          | 0           |
| 1995         | 14          | 0           |
| 1996         | 13          | 0           |
| 1997         | 13          | 0           |
| 1998         | 14          | 0           |
| 通算         | 74          | 0           |